# Vanbenedenia kroeyeri
Vanbenedenia kroeyeri is een eenoogkreeftjessoort uit de familie van de Lernaeopodidae. De wetenschappelijke naam van de soort is voor het eerst geldig gepubliceerd in 1860 door Malm.